# Warner Robins
Warner Robins – miasto (city) w hrabstwach Houston i Peach, w środkowej części stanu Georgia, w Stanach Zjednoczonych. Według spisu w 2020 roku liczy 80,3 tys. mieszkańców.
Miejscowość, początkowo nazwana Wellston, powstała na początku lat 40. XX wieku, w sąsiedztwie nowo otwartej wojskowej bazy lotniczej Robins Air Force Base. Oficjalne założenie miasta Warner Robins nastąpiło w 1943 roku.
Gospodarka miasta zdominowana jest przez bazę wojskową. Główną atrakcją turystyczną jest działające przy niej muzeum lotnictwa.
Nazwa miasta upamiętnia generała Augustine'a Warnera Robinsa.